# Фестиваль Світязького Пончика
Фестиваль Світязького Пончика — гастрономічний фестиваль, який проводиться в селі Світязь, Шацької громади. Волинської області України, поруч з популярним туристичним об’єктом Волині та України — о.Світязь. Вперше фестиваль було проведено 13 липня 2018 року, на території Центрального пляжу озера.

## Опис
Шацька громада розташована в північно-західній частині Волинської області, серед мішаних лісів, на Поліській низовині. Шацькі  озера — це група з понад 30 озер у північно-західній частині Волинській області, які сформувались в наслідок дії давнього льодовика та карстових процесів. Шацькі озера є популярним туристичним місцем України, територія озер має розвинуту туристичну інфраструктуру, яка почала формуватися ще у середині ХХ століття. Для охорони рідкісних природних комплексів у районі Шацьких озер у 1983 році було створено Шацький національний природний парк. Населення Шацької громади історично увібрало в себе традиції та культуру українського, польського та білоруського народів.

## Історія створення фестивалю
Однією з традиційних страв місцевої громади є пончики, які хазяйки роблять з начинкою зі всіх ягід, які ростуть у місцевих лісах та садах: чорниця, ожина, лохина, вишня, малина, абрикос тощо. Також існують начинки із згущеного молока, кулінарного маку, сиру та  шоколаду. Вже більше 30 років такі пончики пропонують гостям с. Світязь та м. Шацьк та всім, хто відпочиває на Світязі. Ця автентична солодка випічка стала крафтовою продукцією Шацької громади, а  у 2024 році світязький пончик потрапив до переліку елементів нематеріальної спадщини Волинської області.
Фестиваль Світязького Пончика у 2018 році започаткувала Шацька районна рада, ініціативу підтримали підприємці громади та керівництво Шацького національного природного парку. Було вирішено, що проводитись фестиваль буде кожного року, влітку.  Фестиваль має свою емблему, тематичні фотозони,  сцену для виступів та облаштовану зону для продажу. Фестиваль складається з декількох конкурсних програм, майстер-класів від місцевих пончисток, виступів фольклорних колективів і окремих виконавців, розміщення виставкових та торгових наметів. Проводять конкурс на найсмачніший пончик, на найшвидше поїдання пончика, на найкращу композицію з пончиків. Головним призом фестивалю є велосипед, бо саме на ньому вже багато десятиліть пончистки розвозять свою продукцію по берегу озера для продажі туристам, які відпочивають на пляжах. 
Через Ковід-19 в 2020 році Фестиваль Світязького пончика не проводився. У 2021 році фестиваль відбувся, а у наступні роки через повномасштабне вторгнення Росії в Україну його не проводять. 